# Paulo Gonçalves (treinador)
Paulo Gonçalves, (Sacramento, 18 de novembro de 1936) é um treinador e ex-futebolista brasileiro, que atuava como meio-campo.

## Biografia
Foi um meio-campista do Atlético MG no fim da década de 1950. Chegou ao clube em 1957 e permaneceu até 1959. Em 1961 voltou a defender a camisa do Galo. Em 33 jogos pelo clube, marcou 3 gols e conquistou o Estadual de 1958. Além disso, é conhecido por ser irmão de Tomazinho. Após sofrer um acidente em Minas, o meia teve que abandonar de forma pré-matura os gramados. Junto com o irmão, mudou-se para Goiânia. Na capital de Goiás, foi um dos principais técnicos da história do esmeraldino, com mais de 100 jogos no comando do clube.
O professor ajudou a fundar a Esefego (Escola Superior de Educação Física de Goiás) no final da década de 1960, foi responsável por um das melhores campanha do Goias em 1996, ficando em 4º lugar basicamente com garotos da base destacando Dill e Túlio Guerreiro.
Comandou a Seleção Brasileira de Futebol Feminino e foi campeão Sul Americano (2002), medalhista de ouro no Pan Americano de Santo Domingo (2003) e quinto colocado no Mundial dos EUA (2003). Por intermédio de peneiradas e acompanhando as competições desenvolvidas no interior foi o "olheiro" que encontrado a jogadora Marta, atacante que despontou na seleção brasileira.

## Títulos como jogador
Atlético Mineiro
- Campeonato Mineiro de Futebol - 1958

## Títulos como treinador
Goiânia
- Torneio Thomaz Mazzoni: 1970[6]

Atlético Goianiense
- Torneio de Integração Nacional: 1971[7]

Goiás
- Campeonato Goiano: 1972, 1976[8], 1983

Seleção Brasileira Feminina
- Copa América: 2003[7]
- Pan-Americano: 2003[7]